# Droga I/44 (Czechy)
Droga krajowa 44 (cz. Silnice I/44) – droga krajowa w północnych Czechach. Arteria biegnie z miasta Mohelnice przez Šumperk (10-kilometrowy odcinek wspólny z drogą nr 11) i Jesenik do dawnego przejścia granicznego z Polską. Trasa jest ważnym połączeniem Ołomuńca (przez autostradę D35) z ośrodkami turystycznymi Jesenik.